# Људи за звезде
„Људи за звезде“ је научнофантастични стрипски серијал из Србије. Цртао га је Раде Товладијац, писали Товладијац и Александар Тимотијевић, а уредник је био Момчило Рајин. 
Први циклус од 48 страна објављен је у Ју стрип магазину 1984-1985. у издању „Дечјих новина“ из Горњег Милановца. Други циклус није урађен. У време објављивања представљао је један од главних серијала београдске групе Баухаус 7.
Футурофантастични стрип прати судбину земаљских астронаута који се суочавају са вишим бићима, расом која је створила људе, али и релативизује етичка питања људскости и напредности. Серијал има тесне тематске везе са делима која заступају ванземаљско вештачко порекло човечанства и цивилизације, попут оних у књигама Ериха фон Деникена и Захарије Сичина. 
По речима критике, стрип у другој половини постаје „потпуно зрео серијал главног тока, за који је штета што није настављен због Товладијчеве бриљантне илустраторске каријере (...). Ипак, режија и монтажа, прочишћеност цртежа у другом делу, геометризовани простори – дали су овом стрипу неколико момената за памћење.“

## Стрипографија
1. „Сусрет“, Ју стрип магазин, бр. 69, септембар 1984, „Дечје новине“, Горњи Милановац
2. „Планета са два сунца“, Ју стрип магазин, бр. 70, октобар 1984.
3. „Повратак“, Ју стрип магазин, бр. 71, новембар 1984.
4. „Удри и бежи (1)“, Ју стрип магазин, бр. 72, децембар 1984.
5. „Удри и бежи (2)“, Ју стрип магазин, бр. 73, јануар-фебруар 1985.
6. „Удри и бежи (3)“, Ју стрип магазин, бр. 74, март-април 1985.